# Spes di Spoleto
Spes (... – Spoleto, inizio del V secolo) è stato vescovo di Spoleto, venerato come santo dalla Chiesa cattolica.

## Biografia
È stato vescovo di Spoleto, come indicato dal suo epitaffio, databile tra la fine del IV e l'inizio del V secolo, scoperto nella chiesa, oggi scomparsa, dei Santi Apostoli nei pressi della città. Il testo riferisce che Spes morì, dopo 32 anni di episcopato, il giorno 23 novembre di un anno imprecisato: 
(Corpus Inscriptionum Latinarum, vol. XI, 1901, nº 4967, p. 724)
A Spes si deve la scoperta delle reliquie di san Vitale, martire di Terzo la Pieve, frazione di Spoleto, che fece trasferire nella chiesa dei Santi Apostoli, e per il quale compose un'iscrizione metrica. Secondo alcuni studiosi, Spes potrebbe essere stato originario della stessa Terzo la Pieve.
L'iscrizione per san Vitale menziona anche la vergine Calvenzia (Caluentia), probabilmente figlia di Spes per la quale il vescovo chiede l'intercessione del martire. Calvenzia, fatto voto di castità, condusse vita religiosa e contribuì alla diffusione del movimento eremitico femminile sul Monteluco nel VI secolo.

## Culto
La Chiesa lo ricorda il 23 novembre, anche se il suo nome non è riportato nel Martirologio Romano.
Parte delle sue reliquie furono portate, non si sa quando né per quale ragione, in Francia, ad Aix-la-Chapelle.